# Hydrovatus fulvicollis
Hydrovatus fulvicollis är en skalbaggsart som beskrevs av Guignot 1958. Hydrovatus fulvicollis ingår i släktet Hydrovatus och familjen dykare. Inga underarter finns listade i Catalogue of Life.